# Vincas Kudirka

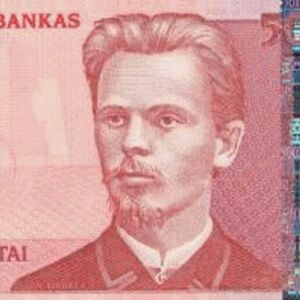
Vincas Kudirka numa nota de 500 litas, a moeda da Lituânia.

Vincas Kudirka (Paežeriai, 31 de Dezembro de 1858 - Naumiestis, 16 de Novembro de 1899) foi um poeta lituano, autor do hino nacional da Lituânia, Tautiška Giesmė. 
Filho de camponeses, depois de concluir os estudos superiores mudou-se para Varsóvia para aceder à universidade, em 1881. A principio seguiu os cursos de história e filosofia, mas depois, em 1882, passou para medicina. Durante os estudos universitários, Kudirka viveu um período tormentoso: foi preso com acusações de subversão por ter copiado uma tradução de O Capital, foi expulso da universidade e readmitido depois. Licenciou-se em 1889. Depois da licenciatura, trabalhou como médico rural em Šakiai e Naumiestis. 
Kudirka começou a escrever poemas em 1888. Ao mesmo tempo, passou a ser mais activo no movimento nacionalista lituano. Juntamente com outros estudantes lituanos em Varsóvia, fundou a sociedade oculta Lietuva ("Lituânia"). No ano seguinte, a sociedade começou a publicar o jornal clandestino Varpas ("a campanha"), do qual Kudirka foi director e jornalista durante dez anos. O número 6 de Varpas, de Setembro de 1898, publicou o texto de Tautiška Giesmė, que passaria a ser o hino nacional lituano em 1918, com música composta pelo mesmo Kudirka. 
Kudirka deu um grande impulso à cultura lituana. Escreveu um manual de escrita e um artigo sobre os princípios da versificação, além de publicar uma colecção de canções populares lituanas. Foi um estimado escritor satírico. 
Morreu de tuberculose em 1899, com pouco mais de quarenta anos. Na sua lápide está gravada a segunda estrofe de Tautiška Giesmė.